# Charles Hughes (Politiker)
Charles Hughes (* 27. Februar 1822 in New Orleans, Louisiana; † 10. August 1887 in Sandy Hill (heute Hudson Falls), New York) war ein US-amerikanischer Jurist und Politiker. Zwischen 1853 und 1855 vertrat er den Bundesstaat New York im US-Repräsentantenhaus.

## Werdegang
Charles Hughes wurde ungefähr sieben Jahre nach dem Ende des Britisch-Amerikanischen Krieges in New Orleans geboren. Er schloss seine Vorstudien ab. Dann studierte er Jura. Seine Zulassung als Anwalt erhielt er 1846 und begann dann in Sandy Hill zu praktizieren. Politisch gehörte er der Demokratischen Partei an.
Bei den Kongresswahlen des Jahres 1852 für den 33. Kongress wurde er im 15. Wahlbezirk von New York in das US-Repräsentantenhaus in Washington, D.C. gewählt, wo er am 4. März 1853 die Nachfolge von Joseph Russell antrat. Er schied nach dem 3. März 1855 aus dem Kongress aus.
Zwischen 1860 und 1862 arbeitete er als clerk am Berufungsgericht (Court of Appeals) von New York. Während des Bürgerkrieges war er 1862 als Provost Marshal für den 16. Distrikt von New York zuständig. Zwischen 1875 und 1879 war er im Stab des Gouverneurs von New York und Judge Advocate General in der Nationalgarde von New York. Er saß in den Jahren 1878 und 1879 im Senat von New York. Danach ging er wieder seiner Tätigkeit als Anwalt nach. Am 10. August 1887 verstarb er in Sandy Hill und wurde dann auf dem Union Cemetery beigesetzt, der zwischen Fort Edward und Sandy Hill liegt.